# 领星额蜂鸟
，是雨燕目蜂鸟科的一种鸟类。
领星额蜂鸟体重约6.72克，翼长约74.1毫米，嘴峰长约39.2毫米，喙宽度约2.3毫米，喙厚度约2.1毫米，跗蹠长约5.1毫米，尾长约46毫米。领星额蜂鸟在其分布区内为留鸟，其栖息在密集的高大树木组成的森林中，食性为草食性，主要食物来源是植物的花蜜。

## 亚种
- ：分布于哥伦比亚至委内瑞拉西北部塔奇拉州和秘鲁北部的安第斯山脉地区。
- ：分布于厄瓜多尔西部的安第斯山脉。
- ：分布于秘鲁北部的安第斯山脉。
- ：分布于秘鲁中部的安第斯山脉。
- ：分布于秘鲁南部的维尔卡班巴，曾被视为单独的物种。[4]

以下亚种现拆分为单独物种绿星额蜂鸟：
- ：分布于哥伦比亚至委内瑞拉西北部特鲁希略省和梅里達一带的东安第斯山脉地区。

以下两个亚种现拆分为单独物种锈胸星额蜂鸟：
- ：分布于秘鲁东南部乌鲁班巴至普诺省的安第斯山脉地区。
- ：分布于玻利维亚拉巴斯和科恰班巴的安第斯山脉地区。